# Bow Wow Wow
Bow Wow Wow foi uma banda britânica de New wave, formada na cidade de Londres, em 1980 por Malcolm McLaren, produtor da banda  de punk rock Sex Pistols. Ela consistia de ex-membros da banda Adam and the Ants. A banda Bow Wow Wow atuou nos anos 1980 – 1983, 1997 – 1998 e 2003 – 2006.

## Discografia
Álbuns de estúdio
- Your Cassette Pet - 1980 (somente cassete)
- See Jungle! See Jungle! Go Join Your Gang, Yeah. City All Over! Go Ape Crazy - 1981
- When the Going Gets Tough, the Tough Get Going - 1983

EPs
- The Last of the Mohicans - 1982
- Teenage Queens - 1982